# ممانتین
ممانتین (به انگلیسی: Memantine) دارویی از رده داروهای مربوط به بیماری آلزایمر است که بر پایه ادمنتین در سال ۱۹۶۸ میلادی توسط شرکت داروسازی الای لی‌لی اند کامپنی به عنوان درمانی مؤثر برای دیابت سنتز شد و ۱۲ سال بعد در سال ۱۹۸۰ میلادی ارزش دارویی آن در درمان بیماری آلزایمر کشف شد و سرانجام در سال ۲۰۰۳ میلادی توسط سازمان غذا و دارو آمریکا برای درمان این بیماری مورد تأیید قرار گرفت.
ممانتین به فرم خوراکی در برندهای مختلف مانند آلزیکسا، ابیسکا (به انگلیسی: Ebixa) و مموروپ در بازار دارویی کشور موجود است، نامندا (به انگلیسی: Namenda) شناخته شده‌ترین نام تجاری این دارو در جهان است.

## استفاده پزشکی
از ممانتین برای درمان بیماری آلزایمر متوسط تا شدید استفاده می شود ، به ویژه برای افرادی که عدم تحمل یا منع مصرف داروهای مهارکننده های AChE (استیل کولین استراز) دارند .   یک دستورالعمل توصیه می کند که ممانتین یا یک مهار کننده AChE در افرادی که در مرحله اولیه تا اواسط زوال عقل هستند در نظر گرفته شود. 
ممانتین اثرات مثبتی بر شناخت، خلق و رفتار بیماران مبتلا به آلزایمر متوسط تا شدید دارد.
تحقیقات اخیر نتایج امیدوارکننده‌ای از درمان بیمارهای مختلف توسط ممانتین را نشان می‌دهد، از جمله بیماری‌هایی که گمان می‌رود ممانتین در درمان آن‌ها مؤثر باشد: اختلال وسواس جبری، اختلالات اضطرابی از جمله اختلال اضطراب عمومی، بیش فعالی-کمبود توجه، همچنین ممانتین تحمل نسبت به داروهای مخدر اپیوئیدی را به صورت چشم‌گیری معکوس یا آهسته می‌کند.
به نظر می رسد Memantine به طور کلی توسط کودکان مبتلا به اختلال طیف اوتیسم به خوبی تحمل می شود. 

## عوارض جانبی
ممانتین است به‌طور کلی به خوبی تحمل می‌شود. عوارض رایج (≥۱٪ از بیماران) شامل سردرگمی و سرگیجه و خواب آلودگی، سردرد، بی خوابی، اضطراب و توهم. عوارض کمتر شایع عبارتند از: استفراغ، عفونت ادراری، هیپرتونیا و افزایش میل جنسی. همچنین عوارض عصبی برگشت‌پذیری در بیماران مبتلا به ام اس گزارش شده است، درموارد نادر عوارض خارج هرمی در بیماران جوان گزارش شده‌است.
ممانتین مانند اکثر آنتاگونیست‌های گیرنده NMDA دارای خاصیت ایجاد گم گشتگی و توهم‌زایی است طوری‌که که در دوزهای بسیار زیاد توهم‌زایی مشابه فن سیکلیدین ایجاد می‌کنندولی به دلیل نیمه عمر طولانی کمتر مورد سوء استفاده قرار می‌گیرد.

## فارماکولوژی
ممانتین آنتاگونیست غیر رقابتی گیرنده NMDA است و کانال یونی این گیرنده را مسدود می‌کند.
همچنین ممانتین آنتاگونیست گیرنده‌های سرتونرژیک و کولینرژیک و آگونیست گیرنده D2 دوپامینی و سیگما ۱ است.